# Gauliga Berlin-Brandenburg 1943/44
De Gauliga Berlin-Brandenburg 1943/44 was het elfde voetbalkampioenschap van de Gauliga Berlin-Brandenburg. Hertha BSC werd kampioen en plaatste zich voor de eindronde om de Duitse landstitel. De club versloeg LSV Danzig, Kieler SV Holstein en verloor dan van Heeres SV Groß Born.

## Eindstand
| Plaats | Club                        | Wed. | W  | G | V  | Saldo | Ptn.  |
| ------ | --------------------------- | ---- | -- | - | -- | ----- | ----- |
| 1.     | Hertha BSC                  | 18   | 14 | 2 | 2  | 59:22 | 30:6  |
| 2.     | LSV Berlin                  | 18   | 11 | 3 | 4  | 50:22 | 25:11 |
| 3.     | SpVgg 03 Potsdam            | 18   | 9  | 3 | 6  | 55:34 | 21:15 |
| 4.     | Lufthansa SG Berlin         | 18   | 8  | 4 | 6  | 38:29 | 20:16 |
| 5.     | SpVgg Blau-Weiß 1890 Berlin | 18   | 9  | 1 | 8  | 28:41 | 19:17 |
| 6.     | Berliner SV 92              | 18   | 8  | 2 | 8  | 45:37 | 18:18 |
| 7.     | SC Tasmania 1900 Neukölln   | 18   | 7  | 2 | 9  | 30:40 | 16:20 |
| 8.     | SC Wacker 04 Tegel          | 18   | 6  | 3 | 9  | 39:59 | 15:21 |
| 9.     | Tennis Borussia Berlin      | 18   | 6  | 2 | 10 | 34:49 | 14:22 |
| 10.    | Berliner SC Minerva 93      | 18   | 1  | 0 | 17 | 23:68 | 2:34  |

|  | Kampioen, geplaatst voor nationale eindronde |

## Promotie-eindronde
| Plaats | Club                        |
| ------ | --------------------------- |
| 1.     | SC Union 06 Oberschöneweide |
| 2.     | SG Ordnungspolizei Berlin   |
| 3.     | Brandenburger SC 05         |
| 4.     | 1. FC Guben                 |

|  | Promotie naar Gauliga Berlin-Brandenburg 1944/45 |